# Zaglossus
Zaglossus (de langnæbbede myrepindsvin) er en slægt af myrepindsvin. De langnæbede myrepindsvin findes kun på Ny Guinea. Deres vægt ligger på 5 – 10 kg og den totale længde: 45 – 90 cm.

## Arter
Slægten har 3 nulevende medlemmer:
- Det langnæbbede myrepindsvin (Z. bruijni).
- Cyclops langnæbbede myrepindsvin (Z. attenboroughi).
- Bartons langnæbbede myrepindsvin (Z. bartoni).